# 来自海洋的你
《来自海洋的你》（英語：My Love From The Ocean），2018年中国偶像剧。由李宏毅、周雨彤领衔主演，腾讯视频于2018年6月12日首播。

## 播出时间
| 频道     | 所在地   | 播映日期      | 播出时间                                      | 备注 |
| -------- | -------- | ------------- | --------------------------------------------- | ---- |
| 腾讯视频 | 中国大陆 | 2018年6月12日 | 每周二、周三20：00免费更新两集，VIP会员看全集 |      |

## 演员列表

### 主要演员
| 演員   | 角色 | 介紹 |
| 李宏毅 | 池陆 | 表面上是海岩市的访问学者，暗地里是身份神秘的觅宝客。为了调查E药才来到了海岩市。身上擁有人魚之淚。喜欢戴汐。 |
| 周雨彤 | 戴汐 | 不诸世事的人鱼公主，向往冒险。邂逅池陆，并合作调查E药。喜欢池陆。                                           |

### 其他演员
| 演員   | 角色   | 介紹 |
| 王秀竹 | 顾颜   | 生物科学研究所人员，戴汐的好闺蜜。表面上温婉大方，背后却有个对生命极度贪恋的扭曲灵魂，她是背後操縱一切的那隻手。                                       |
| 胡浩博 | 程浩   | 程宏伟的儿子，博安集团继承人。私家侦探，与池陆称兄道弟，后来因為父親死亡跟池陆反目成仇。喜欢顾颜。為了保護顧顏將高伊雯殺害。在與薛杼動手之餘將他殺死。 |
| 陈美林 | 高伊雯 | 身份神秘的记者，极具八卦精神。事实上是与池陆交易的神秘女人。喜欢薛杼。被程浩殺害。                                                                     |
| 刘文翰 | 薛杼   | 戴汐的护花使者。海岩市医院的心外科医生，实际上是一条人鱼，为了寻找自己的同类才上岸。起初非常厭惡人類，後來改觀。被程浩殺死。                           |
| 黄文豪 | 戴韬   | 海洋大学的教授。年轻时致力于科学研究，一直经营妻子去世前经营的拾光书店。戴汐的父亲。                                                                   |
| 闵政   | 程宏伟 | 博安集团总裁，程浩的父亲。與顧顏合作致力于研究能治百病的E药。                                                                                          |
| 洪世杰 | 小毛豆 | 身份神秘的人鱼小孩。 |

## 电视剧原声带
| 曲序 | 曲目                          |        | 作曲   | 演唱           |
| ---- | ----------------------------- | ------ | ------ | -------------- |
| 1.   | 来自海洋的你（主题曲）        | 李明霖 | 李明霖 | 李宏毅、周雨彤 |
| 2.   | Until We Meet Again（片尾曲） | 姜丽文 | 姜丽文 | 姜丽文         |
| 3.   | I Love You（插曲）            | 代岳东 | 颜轶   | 李宏毅         |
| 4.   | 七秒的爱（插曲）              | 李明霖 | 李明霖 | 弦子           |
| 5.   | I Will Close My Eyes（插曲）  | 李明霖 | 李明霖 | 李明霖         |
| 6.   | Baby 是你（插曲）             | 朱鸽   | 朱鸽   | 李明霖         |
| 7.   | 星球（插曲）                  | 潘澈   | 潘澈   | 李宏毅         |
| 8.   | 忘了我（插曲）                | 刘冠南 | 刘冠南 | Fine乐团       |
| 9.   | 以北以南（插曲）              | 朱鸽   | 朱鸽   | 朱鸽、方大人   |